# Leon Novak (škof)
mag. Leon Novak, slovenski evangeličanski duhovnik, teolog, škof evangeličanske cerkve v Republiki Sloveniji, * 20. januar 1963, Murska Sobota.
Oče mu je bil evangeličanski duhovnik in senior Ludvik Novak. Svoje študije je končal na Evangeličanski teološki fakulteti na Dunaju.
Leta 2019 je postal škof evangeličanske cerkve po odstopu Geze Fila. Poleg škofovskih obveznosti je opravljal tudi duhovniško službo v evangeličanski cerkvi Murske Sobote.
Leta 2025 zaradi statutarne starostne omejitve se za nov mandat ni mogel potegovati,  kot škof ga bo zato nasledil novoizvoljeni Aleksander Erniša.